# 25. podmorniška flotilja (Wehrmacht)
Za druge 25. flotilje glejte 25. flotilja.
25. podmorniška flotilja je bila šolska podmorniška flotilja v sestavi Kriegsmarine med drugo svetovno vojno.
Flotilja ni imela nobenih dodeljenih podmornic, saj je bila namenjena usposabljanju posadk novih podmornic v streljanju s torpedi.

## Baze
- april 1940 - junij 1941: Danzig
- junij - avgust 1941: Trondheim
- september 1941 - 1943: Danzig
- 1943: Memel
- 1943 - 1944: Libau
- 1944 - januar 1945: Gotenhafen
- januar - maj 1945: Travemünde

## Poveljstvo
Poveljnik
- Kapitan korvete Ernst Hashagen (april 1940 - december 1941)
- Kapitan korvete Karl Jasper (december 1941 - avgust 1943)
- Kapitan fregate Karl Neitzel (avgust 1943 - januar 1944)
- Kapitan korvete Robert Gysae (januar 1944 - april 1945)
- Kapitan korvete Wilhelm Schulz (april - maj 1945)